# Brandsby
Brandsby är en ort i Storbritannien.   Den ligger i grevskapet North Yorkshire och riksdelen England, i den centrala delen av landet, 300 km norr om huvudstaden London. Brandsby ligger 95 meter över havet och antalet invånare är 234.
Terrängen runt Brandsby är huvudsakligen platt, men norrut är den kuperad. Terrängen runt Brandsby sluttar söderut. Runt Brandsby är det ganska tätbefolkat, med 239 invånare per kvadratkilometer. Närmaste större samhälle är Haxby, 14,5 km söder om Brandsby. Trakten runt Brandsby består till största delen av jordbruksmark.